# SB Tower
Vista parcial do edifício
SB Tower  é um edifício localizado na cidade de Cuiabá, no Centro-oeste do Brasil. Concluído em 2016, o edifício é o segundo mais alto do estado, atrás do American Diamond, e um dos mais altos do Brasil. Possui 35 andares e 146 metros de altura. Localizado no ponto empresarial mais valorizado da cidade, entre a Avenida do CPA e a Avenida Miguel Sutil, possui uma arquitetura moderna, luxuosa e funcional.